# حكومة المغرب 2017
الحكومة المغربية 2017 أو حكومة العثماني الأولى هي الحكومة التنفيذية الواحدة والثلاثون منذ استقلال المملكة المغربية (1956) يرأسها سعد الدين العثماني بعد إعفاء عبد الإله بنكيران عن حزب العدالة والتنمية، نتجت عن الانتخابات التشريعية المغربية 2016 وهي حكومة ائتلافية تضم ستة أحزاب بينها الاتحاد الاشتراكي، والتجمع الوطني للأحرار والاتحاد الدستوري والحركة الشعبية والتقدم والإشتراكية.

## تشكيلة الحكومة

### الائتلاف الحكومي
بعد الانسداد الحكومي لمدة طويلة وبعد إعفاء السيد رئيس الحكومة المعين عبد الإله بنكيران. وتعيين السيد سعد الدين العثماني رئيسا للحكومة. جرت جولة جديدة من المفاوضات بين رئيس الحكومة وأحزاب التجمع الوطني للأحرار، الحركة الشعبية، حزب التقدم والإشتراكية، حزب الاتحاد الاشتراكي للقوات الشعبية، حزب الاتحاد الدستوري.
|  | رتبة الانتخابات | الحزب                                       | % (برلمان 2016) | المقاعد (برلمان 2016) | عدد الوزراء         |
|  | --------------- | ------------------------------------------- | --------------- | --------------------- | ------------------- |
|  | 1               | حزب العدالة والتنمية (PJD)                  | 27,88 %         | 125 (+18)             | 10 (+ رئيس الحكومة) |
|  | 4               | التجمع الوطني للأحرار (RNI)                 | 9,37 %          | 37 (▼ -15)            | 7                   |
|  | 5               | الحركة الشعبية (MP)                         | 6,84 %          | 27 (▼ -5)             | 5                   |
|  | 6               | حزب الاتحاد الاشتراكي للقوات الشعبية (USFP) | 6,19 %          | 20 (▼ -19)            | 3                   |
|  | 7               | حزب الاتحاد الدستوري (UC)                   | 4,81 %          | 19 (▼ -4)             | 2                   |
|  | 8               | حزب التقدم والاشتراكية (PPS)                | 3,04 %          | 12 (▼ -6)             | 3                   |
|  | -               | تقنوقراطيون                                 | -               | -                     | 7                   |
|  | --              | المجموع                                     | 58,13 %         | 240/395               | 38 (+ رئيس الحكومة) |

### التوزيع الوزاري
|                                                    | الوزارة | اسم الوزير          | الحزب                                | موقع الوزارة |
| -------------------------------------------------- | --- | ------------------- | ------------------------------------ | ------------ |
| 1                                                  | رئاسة الحكومة | سعد الدين العثماني  | حزب العدالة والتنمية                 |              |
| 2                                                  | وزارة الدولة المكلفة بحقوق الإنسان                                                                                               | مصطفى الرميد        | حزب العدالة والتنمية                 |              |
| الوزراء                                            | |                     |                                      |              |
| 3                                                  | وزارة الداخلية | عبد الوافي لفتيت    | بدون انتماء                          |              |
| 4                                                  | وزارة الشؤون الخارجية والتعاون الدولي                                                                                            | ناصر بوريطة         | بدون انتماء                          |              |
| 5                                                  | وزارة العدل | محمد أوجار          | التجمع الوطني للأحرار                |              |
| 6                                                  | وزارة الأوقاف والشؤون الإسلامية                                                                                                  | أحمد التوفيق        | بدون انتماء                          |              |
| 7                                                  | وزارة الفلاحة والصيد البحري والتنمية القروية والمياه والغابات                                                                    | عزيز أخنوش          | التجمع الوطني للأحرار                |              |
| 8                                                  | وزارة الاقتصاد والمالية | محمد بوسعيد         | التجمع الوطني للأحرار                |              |
| 9                                                  | الأمانة العامة للحكومة | محمد الحجوي         | بدون انتماء                          |              |
| 10                                                 | وزارة إعداد التراب الوطني والتعمير والإسكان وسياسة المدينة                                                                       | عبد الأحد الفاسي    | التقدم والاشتراكية                   |              |
| 11                                                 | وزارة التربية الوطنية والتكوين المهني والتعليم العالي والبحث العلمي                                                              | سعيد أمزازي         | الحركة الشعبية                       |              |
| 12                                                 | وزارة الصناعة والاستثمار والتجارة والاقتصاد الرقمي                                                                               | مولاي حفيظ العلمي   | التجمع الوطني للأحرار                |              |
| 13                                                 | وزارة التجهيز والنقل واللوجستيك والماء                                                                                           | عبد القادر اعمارة   | حزب العدالة والتنمية                 |              |
| 14                                                 | وزارة الصحة | أنس الدكالي         | التقدم والاشتراكية                   |              |
| 15                                                 | وزارة الطاقة والمعادن والتنمية المستدامة                                                                                         | عزيز رباح           | حزب العدالة والتنمية                 |              |
| 16                                                 | وزارة السياحة والنقل الجوي والصناعة التقليدية والاقتصاد الاجتماعي                                                                | محمد ساجد           | حزب الاتحاد الدستوري                 |              |
| 17                                                 | وزارة الشباب والرياضة | رشيد الطالبي العلمي | التجمع الوطني للأحرار                |              |
| 18                                                 | وزارة الثقافة والاتصال | محمد الأعرج         | الحركة الشعبية                       |              |
| 19                                                 | وزارة الأسرة والتضامن والمساواة والتنمية الاجتماعية                                                                              | بسيمة الحقاوي       | حزب العدالة والتنمية                 |              |
| 20                                                 | وزارة الشغل والإدماج المهني | محمد يتيم           | حزب العدالة والتنمية                 |              |
| الوزراء المنتدبون لدى رئاسة الحكومة                | |                     |                                      |              |
| 21                                                 | الوزارة المنتدبة لدى رئيس الحكومة المكلف بإدارة الدفاع الوطني                                                                    | عبد اللطيف لوديي    | بدون انتماء                          |              |
| 22                                                 | الوزارة المنتدبة لدى رئيس الحكومة المكلف بالشؤون العامة والحكامة                                                                 | لحسن الداودي        | حزب العدالة والتنمية                 |              |
| 23                                                 | الوزارة المنتدبة لدى رئيس الحكومة المكلف بالعلاقات مع البرلمان والمجتمع المدني الناطق الرسمي باسم الحكومة                        | مصطفى الخلفي        | حزب العدالة والتنمية                 |              |
| 24                                                 | الوزارة المنتدبة لدى رئيس الحكومة المكلف بإصلاح الإدارة وبالوظيفة العمومية                                                       | محمد بن عبد القادر  | حزب الاتحاد الاشتراكي للقوات الشعبية |              |
| الوزراء المنتدبون                                  | |                     |                                      |              |
| 25                                                 | الوزارة المنتدبة لدى وزير الخارجية المكلف بالمغاربة المقيمين بالخارج وشؤون الهجرة                                                | عبد الكريم بنعتيق   | حزب الاتحاد الاشتراكي للقوات الشعبية |              |
| 26                                                 | الوزارة المنتدبة لدى وزير الداخلية                                                                                               | نور الدين بوطيب     | بدون انتماء                          |              |
| كتاب الدولة                                        | |                     |                                      |              |
| 27                                                 | كتابة الدولة لدى وزير التجهيز والنقل واللوجستيك والماء المكلف بالنقل                                                             | محمد نجيب بوليف     | حزب العدالة والتنمية                 |              |
| 28                                                 | كتابة الدولة لدى وزير الفلاحة والصيد البحري والتنمية القروية والمياه والغابات المكلفة بالصيد البحري                              | مباركة بوعيدة       | التجمع الوطني للأحرار                |              |
| 29                                                 | كتابة الدولة لدى وزير التجهيز والنقل واللوجستيك والماء المكلفة بالماء                                                            | شرفات أفيلال        | حزب التقدم والاشتراكية               |              |
| 30                                                 | كتابة الدولة لدى وزير السياحة والنقل الجوي والصناعة التقليدية والاقتصاد الاجتماعي المكلفة بالصناعة التقليدية والاقتصاد الاجتماعي | جميلة المصلي        | حزب العدالة والتنمية                 |              |
| 31                                                 | كتابة الدولة لدى وزير الشؤون الخارجية والتعاون الدولي                                                                            | مونية بوستة         | بدون انتماء                          |              |
| 32                                                 | كتابة الدولة لدى وزير الفلاحة والصيد البحري والتنمية القروية والمياه والغابات المكلف بالتنمية القروية والمياه والغابات           | حمو اوحلي           | الحركة الشعبية                       |              |
| 33                                                 | كتابة الدولة لدى وزير إعداد التراب الوطني والتعمير والإسكان وسياسة المدينة المكلفة بالإسكان                                      | فاطنة لكحيل         | الحركة الشعبية                       |              |
| 34                                                 | كتابة الدولة لدى وزير التربية الوطنية والتكوين المهني والتعليم العالي والبحث العلمي المكلف بالتعليم العالي والبحث العلمي         | خالد الصمدي         | حزب العدالة والتنمية                 |              |
| 35                                                 | كتابة الدولة لدى وزير التربية الوطنية والتكوين المهني والتعليم العالي والبحث العلمي المكلف بالتكوين المهني                       |                     |                                      |              |
| 36                                                 | كتابة الدولة لدى وزير الصناعة والاستثمار والتجارة والاقتصاد الرقمي المكلفة بالتجارة الخارجية                                     | رقية الدرهم         | حزب الاتحاد الاشتراكي للقوات الشعبية |              |
| 37                                                 | كتابة الدولة لدى وزير السياحة والنقل الجوي والصناعة التقليدية والاقتصاد الاجتماعي المكلفة بالسياحة                               | لمياء بوطالب        | التجمع الوطني للأحرار                |              |
| 38                                                 | كتابة الدولة لدى وزير الصناعة والاستثمار والتجارة والاقتصاد الرقمي المكلف بالاستثمار                                             | عثمان الفردوس       | حزب الاتحاد الدستوري                 |              |
| 39                                                 | كتابة الدولة لدى وزير الطاقة والمعادن والتنمية المستدامة المكلفة بالتنمية المستدامة                                              | نزهة الوافي         | حزب العدالة والتنمية                 |              |
| *وزارة منتدبة: هي «وزارة ملحقة» بوزارة رئيسية أخرى | |                     |                                      |              |

## إعفاءات
24 أكتوبر 2017: تطبيقا لأحكام الفصل 47 من الدستور المغربي، ولاسيما الفقرة الثالثة منه، وبعد استشارة رئيس الحكومة، قرر الملك محمد السادس إعفاء عدد من المسؤولين الوزاريين والإداريين بالحكومة.وهم:
- محمد حصاد: وزير التربية الوطنية والتكوين المهني والتعليم العالي والبحث العلمي، بصفته وزير الداخلية في الحكومة السابقة.
- محمد نبيل بنعبد الله: وزير إعداد التراب الوطني والتعمير والإسكان وسياسة المدينة، بصفته وزير السكنى وسياسة المدينة في الحكومة السابقة.
- الحسين الوردي: وزير الصحة، بصفته وزيرا للصحة في الحكومة السابقة.
- العربي بن الشيخ: كاتب الدولة لدى وزير التربية الوطنية والتكوين المهني والتعليم العالي والبحث العلمي، المكلف بالتكوين المهني، بصفته مديرا عاما لمكتب التكوين المهني وإنعاش الشغل سابقا.
- علي الفاسي الفهري: بصفته مدير عام للمكتب الوطني للكهرباء والماء الصالح للشرب.

بالإضافة إلى عدة مسؤوليين آخريين كانوا بالحكومة السابقة قرر الملك عدم إسناد أي مهمة رسمية لهم مستقبلاً ويتعلق الأمر بكل من :
- رشيد بلمختار: بصفته وزير التربية الوطنية والتكوين المهني سابقا.
- لحسن حداد: بصفته وزير السياحة سابقا.
- لحسن السكوري: بصفته وزير الشباب والرياضة سابقا.
- محمد الأمين الصبيحي: بصفته وزير الثقافة سابقا.
- حكيمة الحيطي: كاتبة الدولة لدى وزير الطاقة والمعادن والماء والبيئة، المكلفة بالبيئة سابقا.

كما ضم التقرير أيضاً 14 مسؤولاً إضافياً .
هذه الإعفاءات جاءت بعد تقرير المجلس الأعلى للحسابات على خلفية إختلالات طالة مشروع الحسيمة منارة المتوسط، مما أدى إلى عدة إحتجاجات شعبية في الحسيمة بسبب ضعف البنيات التحتية للمدينة.